# Gare de Maubeuge
La gare de Maubeuge est une gare ferroviaire française de la ligne de Creil à Jeumont, située au sud-ouest du centre-ville de Maubeuge, à proximité de la commune de Louvroil, dans le département du Nord, en région Hauts-de-France.
Elle est mise en service en 1855, par la Compagnie des chemins de fer du Nord. C'est une gare de la Société nationale des chemins de fer français (SNCF), desservie par des trains régionaux du réseau TER Hauts-de-France et par la ligne S63 du réseau suburbain de Charleroi (SNCB).

## Situation ferroviaire
Établie à 134 mètres d'altitude, la gare de Maubeuge est située au point kilométrique (PK) 228,418 de la ligne de Creil à Jeumont, entre les gares de Louvroil et des Bons-Pères. Gare de bifurcation, elle est l'origine de la ligne de Maubeuge à Fourmies (en grande partie déclassée).

## Histoire

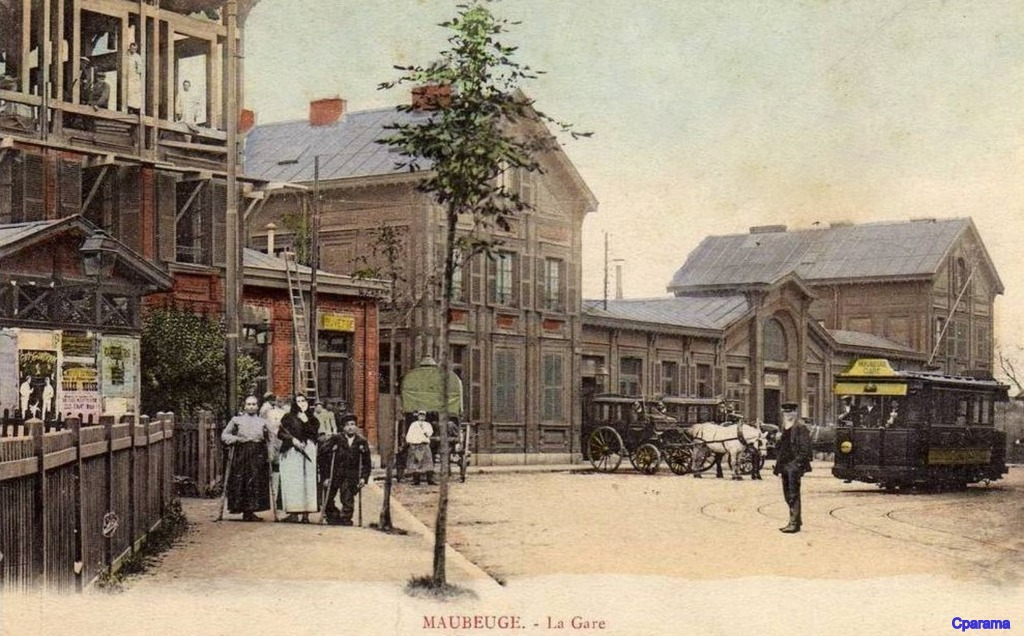
La gare, au début du XXe siècle.

La station de Maubeuge est mise en service le 11 août 1855 par la Compagnie des chemins de fer du Nord, lorsqu'elle ouvre la section de Hautmont à Erquelinnes. Du fait des impératifs des militaires, Maubeuge étant une place forte où il ne doit y avoir aucun obstacle pouvant diminuer la sécurité des fortifications, les premiers bâtiments ne sont que provisoires.
Elle devient une gare de bifurcation avec l'ouverture, en 1862, du chemin de fer industriel créé par Pierre François Dumont, un entrepreneur qui a installé le premier haut fourneau de Ferrière-la-Grande en 1829. Cette même année, le service des ponts et chaussées et les militaires négocient le remplacement des installations provisoires par une nouvelle gare. L'important bâtiment, construit en bois et briques (pour être facilement démontable), est mis en service en 1863. Un buffet est édifié en 1864.
Le tableau du classement par produit des gares du département du Nord pour l'année 1862, réalisé par Eugène de Fourcy (ingénieur en chef du contrôle), place la station de Maubeuge au 14e rang, et au 25e pour l'ensemble du réseau du Nord, avec un total de 484 207,86 francs. Dans le détail, cela représente : 15 275,83 francs pour un total de 67 925 voyageurs transportés, la recette marchandises étant de 15 275,83 francs (grande vitesse) et de 347 292,62 francs (petite vitesse).
Plusieurs projets, pour une ligne de Maubeuge à Fourmies, vont se succéder et repousser d'autant la création de ce chemin de fer, qui est finalement mis en service le 1er septembre 1885 ; il propose alors un total de huit trains par jour (allers et retours). Deux autres réalisations vont participer à l'augmentation de la fréquentation de la gare (puisqu'elles la desservent), bien qu'elles ne soient pas directement liées au réseau national des chemins de fer : la ligne secondaire à voie métrique, de Maubeuge à Villers-Sire-Nicole (longue de 13 km), est mise en service en 1896 ; l'ouverture, le 16 mars 1902, de la première ligne des tramways électriques de Maubeuge.
La ligne secondaire de Maubeuge à Villers-Sire-Nicole, ainsi que le réseau des tramways électriques, ferment définitivement en 1951. Le service voyageurs de la ligne de Maubeuge à Fourmies est quant à lui supprimé en 1969, par la Société nationale des chemins de fer français (SNCF) ; la fin du service marchandises, sur cette même ligne, intervient en 1976.
En 1994, le train Paris-Nord – Creil – Compiègne – Maubeuge – Jeumont – Namur est supprimé, pour laisser la place au TGV entre Paris et Liège, passant par Mons et Charleroi ; ce dernier ne dessert pas Maubeuge, car il emprunte la LGV Nord pour atteindre la Belgique. Néanmoins, un InterCity (IC) de la Société nationale des chemins de fer belges (SNCB) est créé en décembre 2018 ; il permet, moyennant une correspondance en gare de Maubeuge, de se rendre de Namur à Paris-Nord. Cependant, l'IC précité, ayant comme seul arrêt intermédiaire Charleroi, est supprimé en décembre 2022 ; toutefois, la ligne S63 du réseau suburbain de Charleroi est alors prolongée jusqu'à Maubeuge depuis Erquelinnes (toujours sans desservir Jeumont).

## Service des voyageurs

### Accueil
Gare SNCF, elle dispose d'un bâtiment voyageurs (avec guichets), ouvert tous les jours. Elle est équipée d'automates pour l'achat de titres de transport. C'est une gare « Accès Plus » disposant d'aménagements, d'équipements et services pour les personnes à la mobilité réduite. Le hall de la gare abrite, entre autres, un buffet / bar et une boutique de presse.
Un souterrain permet la traversée des voies et le passage d'un quai à l'autre.

### Desserte

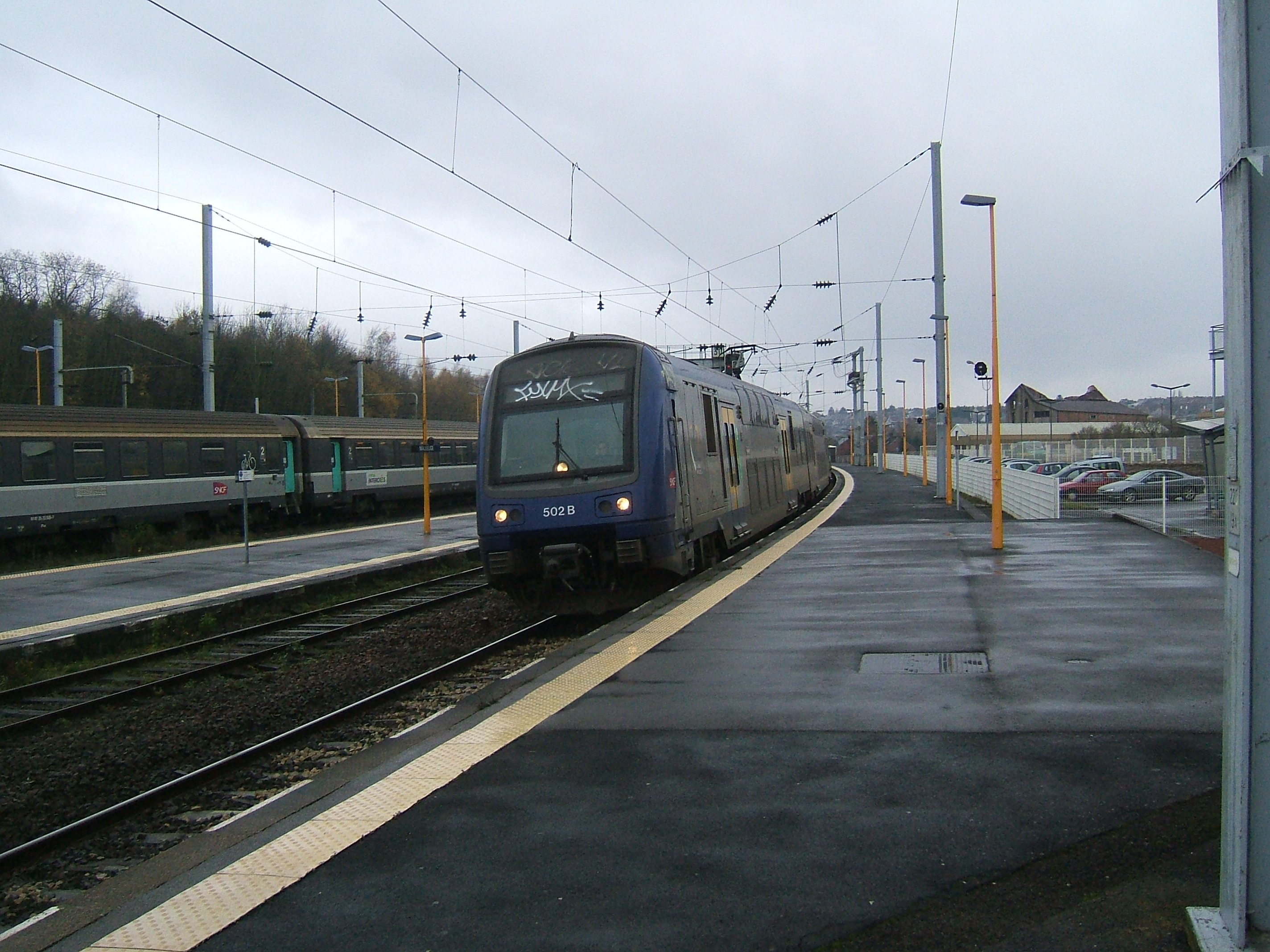
Un TER en gare.

Maubeuge est desservie par des trains régionaux TER Hauts-de-France, effectuant des missions entre les gares : de Paris-Nord et de Maubeuge ; de Lille-Flandres, ou de Valenciennes, et de Maubeuge, ou de Jeumont ; de Busigny et de Maubeuge ; d'Aulnoye-Aymeries et de Jeumont ; de Dunkerque et de Jeumont (en été).
À cela s'ajoute la ligne S63 du réseau suburbain de Charleroi (SNCB), vers Charleroi-Central.

### Intermodalité
Un parc à vélos et un parking sont aménagés à ses abords.
Par ailleurs, la gare est desservie par les lignes A, B, C, D, 10, 21, 24, 55, 55 Express, 61, 62, 63, 64 et Citadine de Maubeuge du réseau de bus Stibus, par les lignes 951, 951E, 952, 952E, 979, 986 et 966 du réseau interurbain Arc-en-Ciel 4, ainsi que par la ligne routière transfrontalière no 41 des réseaux Stibus et TEC Hainaut assurant la liaison entre Mons et Maubeuge.

## Service des marchandises
La gare de Maubeuge est ouverte au service du fret.